# Дихлорид серы
Дихлорид серы (хлорид серы(II), двухлористая сера) — неорганическое соединение серы и хлора с формулой SCl2. Тёмно-красная токсичная жидкость с резким запахом, реагирует с водой, термически неустойчивая.

## Получение
- Хлорирование серы:

{\displaystyle {\mathsf {S+Cl_{2}\ {\xrightarrow {20^{o}C}}\ SCl_{2}}}}
- Действием на серу сульфурилхлорида:

{\displaystyle {\mathsf {3S+2SO_{2}Cl_{2}\ {\xrightarrow {AlCl_{3}}}\ SCl_{2}+S_{2}Cl_{2}+2SO_{2}}}}
- Хлорирование дитиодихлорида:

{\displaystyle {\mathsf {S_{2}Cl_{2}+Cl_{2}\ {\xrightarrow {20^{o}C,FeCl_{3}}}\ 2SCl_{2}}}}

## Физические свойства
Дихлорид серы — тёмно-красная жидкость. Ткип = 59,6°C.

## Химические свойства
- Термически неустойчив, при нагревании разлагается:

{\displaystyle {\mathsf {2SCl_{2}\ {\xrightarrow {70^{o}C}}\ S_{2}Cl_{2}+Cl_{2}}}}
Стабилизируется трихлоридом фосфора.
- Легко гидролизуется, «дымит» во влажной атмосфере.

При низкой температуре реагирует с водой (в диэтиловом эфире) с образованием малостойкой сульфиновой кислоты:
{\displaystyle {\mathsf {SCl_{2}+2H_{2}O\ {\xrightarrow {0^{o}C}}\ HSHO_{2}+2HCl}}}
При комнатной температуре образующаяся сульфиновая кислота разлагается, и вместо неё продуктами реакции являются сера и её диоксид:
{\displaystyle {\mathsf {2SCl_{2}+2H_{2}O\ \xrightarrow {} \ SO_{2}\uparrow +S\downarrow +4HCl}}}
- Реагирует с кислотами-окислителями:

{\displaystyle {\mathsf {SCl_{2}+4HNO_{3}\ {\xrightarrow {90^{o}C}}\ H_{2}SO_{4}+4NO_{2}\uparrow +2HCl}}}
- Реагирует со щелочами:

{\displaystyle {\mathsf {2SCl_{2}+6NaOH\ {\xrightarrow {}}\ Na_{2}SO_{3}+S\downarrow +4NaCl+3H_{2}O}}}
- Окисляется кислородом:

{\displaystyle {\mathsf {2SCl_{2}+O_{2}\ {\xrightarrow {}}\ 2SOCl_{2}}}}
- Реагирует с хлором, образуя тетрахлорид серы:

{\displaystyle {\mathsf {SCl_{2}+Cl_{2}\ {\xrightarrow {}}\ SCl_{4}}}}
- Реагирует с фторидами щелочных металлов:

{\displaystyle {\mathsf {3SCl_{2}+4NaF\ {\xrightarrow {70^{o}C}}\ SF_{4}+S_{2}Cl_{2}+4NaCl}}}
- Реагирует с полисульфидами водорода, образуются дихлориды полисеры (при низкой температуре в растворе в четырёххлористом углероде):

{\displaystyle {\mathsf {2SCl_{2}+H_{2}S_{n}\ {\xrightarrow {-20...-6^{o}C}}\ S_{n+2}Cl_{2}+2HCl}}}

## Безопасность
Дихлорид серы — токсичное вещество. В соответствии с ГОСТ 12.1.007.76 дихлорид серы является токсичным высокоопасным веществом по воздействию на организм, 2-го класса опасности.
Обладает общетоксическим действием с преимущественным поражением органов дыхания и ЦНС.
Рекомендуемая ПДК в воздухе рабочей зоны составляет 0,3 мг/м³, ЛД50 на крысах — 20 мг/кг.

## Сферы применения
Двуххлористая сера ограниченно применяется в органическом и неорганическом синтезах, в производстве пестицидов.